# 1. szimfónia (Berwald)
Az 1. g-moll szimfónia, a "Sinfonie serieuse", Franz Berwald 1842-ben komponált négytételes zenekari műve. A mű bemutatója 1842. december 2-án volt a stockholmi Királyi Operában a svéd királyi udvari zenekar koncertjén, a zeneszerző unokatestvére, Johan Fredrik Berwald vezényletével.

## A mű születése
Ez az első előadás nem járt sikerrel, így ez a szimfónia volt az egyetlen, amelyet már Berwald élete során előadtak az érett szimfóniái közül (korábban 1820-ban írt egy szimfóniát A-dúrban, amely csak töredékes formában maradt fenn, de 1829-ben a Szerenád tenorra és kamaraegyüttesre (1825) és a B-dúr szeptett (1828) kivételével minden korábbi művét megtagadta.

## A zene
1. Allegro con energia (g-moll)
2. Adagio maestoso (F-dúr)
3. Stretto (g-moll)
4. Finálé: Adagio – Allegro molto (G-dúr)

A tételek a korabeli romantikus szimfóniák jellegzetes szerkezetét követik. Az első tétel szonátaformájú, lírai melléktémával és dúrban végződik. A második, lassú tétel háromtagú formában van. A harmadik tétel egy scherzo, szintén háromtagú formájú, hármas lüktetésű gyors külső részekkel és derűsebb középső résszel. A finálé lassú bevezetővel kezdődik, mely a második tétel anyagát adja vissza, majd egy szonátaformájú, allegro tétellé fejlődik.

## Hangszerelése
2 fuvola, 2 oboa, 2 klarinét, 2 fagott, 4 kürt, 2 trombita, 3 harsona, üstdob, vonós hangszerek.
Az előadása – tempóválasztástól függően – 30-35 percet vesz igénybe.

## Média
- Franz Berwald:  I. szimfónia Royal Filharmonikus Zenekar előadásában Ulf Björlin vezényletével

## Fordítás
- Ez a szócikk részben vagy egészben  a   Symphony NoKategória:Berwald szimfóniái című angol Wikipédia-szócikk fordításán alapul.  Az eredeti cikk szerkesztőit annak laptörténete sorolja fel. Ez a jelzés csupán a megfogalmazás eredetét és a szerzői jogokat jelzi, nem szolgál a cikkben szereplő információk forrásmegjelöléseként.